# We are the Storm
We are the Storm är ett rockband från Uppsala. De bildades 2008 och släppte sin första EP, We are the Storm, i början av 2009. Den 11 maj 2011 släppte de sitt debutalbum To the North-Pole på indiebolaget A West Side Fabrication. Den 8 maj 2013 kom det andra albumet Wastelands på det Stockholmsbaserade bolaget KVALITÄT. 